# Keriya (ville)
Cette page contient des caractères spéciaux ou non latins. S’ils s’affichent mal (▯, ?, etc.), consultez la page d’aide Unicode.
Keriya (于田 ; pinyin : Yútián ; ouïghour : كېرىيە / Keriye) est une ville de la région autonome ouïghoure du Xinjiang en Chine. C'est le chef-lieu du xian de Keriya, qui dépend lui-même de la préfecture de Hotan. C'est aussi le nom de la rivière qui y coule, sur environ 800 km, en s'enfonçant dans le désert jusqu'à un delta endoréique.

## Historique
C'est une ville-oasis située sur la branche de la route de la soie qui contournait le désert du Taklamakan par le sud, à environ 160 km à l'est de Hotan, 80 km à l'est de Qira et 110 km à l'ouest de Minfeng.
Sur l'une des berges de la rivière, au nord du village de Pulu, des recherches archéologiques ont permis de prouver la présence de chasseurs-collecteurs entre le début et le milieu de l'Holocène. Ce qui fait de ce site, en 2014, le plus ancien du bassin du Tarim. L'existence d'un tel site semble être l'indice d'une des voies de migration (avec les autres rivières qui ponctuent cette route de la soie par le sud du Tarim) vers le plateau tibétain au cours de la préhistoire de la Chine.
La mosquée de Keriya semble disparaître au printemps 2018, détruite par les autorités chinoises .

### Histoire et société ancienne, art ancien
- (fr + zh) Debaine-Francfort, Corinne. (Dir. publ.) , Idriss, Abduressul. (Dir. publ.) et Mission archéologique franco-chinoise au Xinjiang.,  Kériya, mémoires d'un fleuve. Archéologie et civilisation des oasis du Taklamakan.  [exposition présentée à l'Espace Electra (Paris) du 14 février au 27 mai 2001] / Mission archéologique franco-chinoise au Xinjiang, CNRS et Institut d'archéologie et du patrimoine du Xinjiang, France, 2001, 245 p. (ISBN 2-86805-094-8) : Cette exposition évoque une aire culturelle comparée avec le monde des steppes des  Scythes de la Sibérie du Sud et du Kazakhstan, l'empire kouchan et le Gandhara, sur la période allant du Ve siècle av. J.-C. au VIe siècle apr. J.-C. L'exposition présente l'étude de textiles antiques (Ve - IIIe siècle av. J.-C.), divers et d'exceptionnelle qualité, parfois d'une grande finesse (100 trames au cm²). Elle documente aussi le plus ancien sanctuaire bouddhique (première moitié du IIIe siècle) du Xinjiang, en matériaux présumés périssables mais qui ont survécu dans le cadre désertique, avec ses décors peints réalisés à main levée d'un trait rapide et juste. Tandis que les figures des bouddha ont des traits indianisés, le décor et le traitement des vêtements sont le fruit d'un métissage culturel. L'exposition apporte des témoins d'échanges avec le sous-continent indien ancien, la Bactriane et le monde hellénistique, et la Chine ancienne sur la route de la soie. La continuité avec certaines pratiques actuelles au Xinjiang ouïgour est relevée. Les processus de désertification, l'architecture, la vie domestique et la musique ouïgoures (du Turkestan chinois) font l'objet d'articles illustrés (photographies et poèmes) qui situent l'enquête archéologique précisément.